# F-Zero (serie)
F-Zero (エフゼロ?, Efu Zero) è una serie di videogiochi del genere simulatore di guida creata da Nintendo. Il primo titolo della serie F-Zero, sviluppato da Nintendo EAD prodotto da Shigeru Miyamoto, fu pubblicato in Giappone nel 1990 per Super Nintendo Entertainment System e in seguito convertito per Wii, Wii U e Nintendo 3DS. Il seguito della serie, F-Zero X venne distribuito nel 1998 per Nintendo 64. Oltre a tre titoli per Game Boy Advance, nel 2003 è stato commercializzato F-Zero GX, sviluppato da Amusement Vision e unico videogioco della serie disponibile su Nintendo GameCube.
Captain Falcon è uno dei quattro personaggi giocanti introdotti nel primo titolo della serie. In F-Zero X vengono introdotti nuovi personaggi, fino ad arrivare ad un totale di trenta. Altri piloti vengono aggiunti nei videogiochi successivi.
Oltre a comparire nei videogiochi di F-Zero, Captain Falcon è presente nella serie Super Smash Bros.. Nei videogiochi sono presenti numerosi elementi tratti dalla serie di guida, inclusi alcuni livelli di gioco.

## Videogiochi principali
- F-Zero (1990)
- F-Zero X (1998)
- F-Zero: Maximum Velocity (2001)
- F-Zero GX (2003)
- F-Zero: GP Legend (2003)
- F-Zero Climax (2004)

## Titoli secondari
- BS F-Zero Grand Prix (1996)
- BS F-Zero Grand Prix 2 (1997)
- F-Zero X Expansion Kit (2000)
- F-Zero AX (2003)
- F-Zero 99 (2023)